# Senior (feudalism)
Seniorul este deținătorul și responsabilul unei seniorii și al unui fief pe care îl va acorda fiilor săi.
A fi senior nu semnifică în mod necesar a fi nobil: un preot, un nobil, un negustor, un țăran, o femeie, o persoană sau chiar o instituție pot fi senior; este suficient să aibă resursele pentru a achiziționa o seniorie.  

## Etimologie
Substantivul românesc senior are o etimologie multiplă: împrumut din franceză: seigneur și din italiană signor și signore. Substantivul francez seigneur provine din latină: senior, senioris, mai precis din forma de acuzativ, seniorem, comparativ al lui senex, senis, „bătrân”.